# Q-Cells
Q-Cells — немецкая компания по производству солнечных батарей. Компания была основана в 1999 году в федеральной земле Саксония Анхальт, Анхальт-Биттерфельд в Германии.
Q-Cells является одним из крупнейших в мире производителем элементов солнечных батарей.
В 2006 году заняла 2 место в регионе EMEA в рейтинге Deloitte Fast500. В 2012 была куплена южнокорейским конгломератом Hanwha и входит в концерн под названием Hanwha Q-cells.